# Vende Flechas
Vende Flechas (Vende Flechas Indians), pleme Coahuiltecan Indijanaca, poznato tek po jednom misionarskom izvještaju iz 1794. iz misije Nuestra Señora del Espíritu Santo de Zúñiga, kod Goliada, Teksas. Vende Flechas se vode kao jedna od skupina Aranama, i u vrijeme kada se spominju preostalo ih je tek šestorica. Pretpostavlja se da im je izvorna lokacija bila isto gdje i Aranamama. Ime im u španjolskom znači prodavači strijela (= "arrow sellers"), što bi se moglo odnositi na njihovu užu specijalizaciju. 

## Vanjske poveznice
- Vende Flechas Indians